# 东文山镇
东文山镇，原为东文山乡，是中华人民共和国河北省保定市涞水县下辖的一个乡镇级行政单位。2021年10月撤乡设镇。

## 行政区划
东文山镇下辖以下地区：
东文山村、上车亭村、杜家庄村、西车亭村、东车亭村、下车亭村、北西租村、安家洼村、徐家庄村、北兵上村、南兵上村、十里铺村、牛各庄村、东长堤村、西武山村、淮河村和西长堤村。